# Stephen Craigan
Stephen James Craigan (ur. 29 października 1976 w Newtownards) – północnoirlandzki piłkarz występujący na pozycji obrońcy.

## Kariera
Profesjonalną piłkarską karierę Craigan rozpoczął w roku 1995 w szkockim Motherwell. Po 22 występach w ciągu pięciu lat, przeniósł się na zasadzie wolnego transferu do Partick Thistle.
W Partick Thistle rozegrał 103 spotkania, i strzelił jedną bramkę.
W 2003 roku, po wypełnieniu kontraktu, wrócił do Motherwell. Wystąpił w 292 meczach i strzelił 5 bramek.
W reprezentacji Irlandii Północnej rozegrał 54 spotkania.